# Cyphenothrin
Cyphenothrin ist ein Insektizid aus der Gruppe der Pyrethroide. Es wurde Ende der 1980er-Jahre von der Firma Sumitomo unter dem Handelsnamen Gokilaht in den Handel gebracht.

## Gewinnung und Darstellung
Die Darstellung von Cyphenothrin erfolgt über eine mehrstufige Reaktion. Phenol wird mit m-Bromtoluol zur Reaktion gebracht. Das entstehende m-Phenoxytoluol wird dann mit Brom oder N-Bromsuccinimid und anschließend mit Urotropin umgesetzt. Das Produkt reagiert mit Salzsäure zu m-Phenoxybenzaldehyd und danach mit Natriumcyanid, Kaliumcyanid oder Blausäure zum m-Phenoxycyanobenzylalkohol (PCBA). Dies kann dann mit Chrysanthemumsäure zum Cyphenothrin umgesetzt werden.

## Eigenschaften
Cyphenothrin ist ein gelber bis gelbbrauner Stoff mit öliger bis wachsartiger Konsistenz. Es ist geruchlos und nahezu unlöslich in Wasser. Das Insektizid ist nicht persistent im Boden mit einer Halbwertszeit von zwölf Tagen. Das Molekül enthält drei Stereozentren, was bedeutet, dass es acht verschiedene Stereoisomere gibt. Die Isomere haben eine unterschiedliche insektizide Aktivität. Im technischen Produkt wird ein Stereoisomerengemisch eingesetzt.

## Wirkungsweise
Wie die meisten Pyrethroide ist Cyphenothrin ein Kontaktgift, welches über die Körperoberfläche aufgenommen und im gesamten Körper verteilt wird. Es zählt zu den Nervengiften, dessen Wirkung auf der Öffnung der Natriumkanäle beruht. Dadurch strömen Na+-Ionen ungehindert in die Nervenzelle, wodurch es zu unkontrollierten Nervenimpulsen kommt. Dies führt zunächst zu Erregungszuständen mit Krämpfen, dann zu Koordinationsstörungen und schließlich zu einer Lähmung. Das Insekt ist wenige Minuten nach dem Kontakt mit Cyphenothrin bewegungsunfähig (Knock-down-Effekt). Der Tod tritt erst nach einiger Zeit ein.

## Einsatzgebiete
Cyphenothrin baut sich bei Licht schnell ab. Dadurch hat es in der Landwirtschaft keine Bedeutung. Jedoch wird es vor allem im häuslichen Bereich zur Schädlingsbekämpfung verwendet. So wird es zum Beispiel erfolgreich gegen den Befall durch die Deutsche Schabe angewandt. Darüber hinaus wird Cyphenothrin bei Haushunden gegen Zecken und Flöhe verwendet, allerdings sind diese Präparate in Deutschland nicht zugelassen.

## Handelsnamen
Pflanzenschutz
- Gokilaht-S 5% EC
- Detmol-cap
- Aco.mix C 10 MC

Tiermedizin
- Kombinationspräparate
  - mit Fipronil: Parastar Plus, Fiproguard Max
  - mit Fipronil und Methopren: Frontline Tritak

## Externe Links zu erwähnten Verbindungen
1. ↑  Externe Identifikatoren von bzw. Datenbank-Links zu m-Phenoxybenzaldehyd:  CAS-Nr.: 39515-51-0, EG-Nr.: 254-487-1, ECHA-InfoCard: 100.049.516, PubChem: 38284, ChemSpider: 35088, Wikidata: Q27255858.